# Tricentrus semipellucidus
Tricentrus semipellucidus är en insektsart som beskrevs av Yuan och Xiaolong Cui. Tricentrus semipellucidus ingår i släktet Tricentrus och familjen hornstritar. Inga underarter finns listade i Catalogue of Life.